# 供御方
供御方（くごかた）とは、室町幕府の職名であり、供御所の役人。将軍及びその家族の供御（食事）を調進する役職。
足利将軍家の日常の雑務の世話をする御末衆の中から選ばれた。『武家名目抄』によれば、太田氏・進士氏の世襲の職とされているが、進士氏が年始の式三献など恒例行事の供御を務めた例はあるものの、文正元年（1466年）の将軍足利義政の飯尾之種亭訪問の際には御末衆全員で供御の任にあたったことが記されており、他の記録でも疋田氏・下津屋氏など他の御末衆が供御方を務めた記事が見られるため、供御方そのものは必ずしも特定の氏の世襲ではなかったと考えられている。